# Diệp Kiếm Anh
Diệp Kiếm Anh (giản thể: 叶剑英, phồn thể: 葉劍英, bính âm: Yè Jiànyīng, Wade-Giles: Yeh Chien-ying; 28 tháng 4 năm 1897 - 22 tháng 10 năm 1986) là một vị nguyên soái của Cộng hòa Nhân dân Trung Hoa và là Chủ tịch Ủy ban Thường vụ Nhân đại từ năm 1978 đến 1983. Ông là một trong 10 nguyên soái của Cộng hòa Nhân dân Trung Hoa.
Tên khai sinh là Diệp Nghi Vĩ (葉宜偉), ông sinh trong một gia đình buôn bán giàu có theo đạo Cơ đốc ở huyện Mai, tỉnh Quảng Đông, tên tự của ông là Thương Bạch (滄白). Ông thuộc về một cộng đồng người Khách Gia.

## Quá trình hoạt động

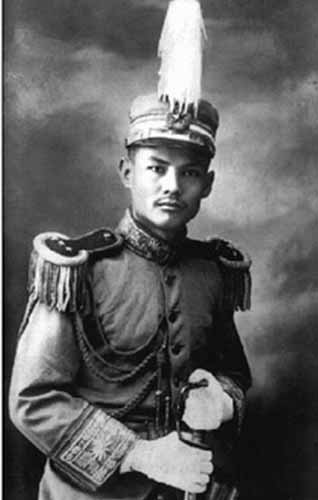
Diệp Kiếm Anh năm 1921

Sau khi tốt nghiệp Học viện Quân sự Vân Nam năm 1919, ông theo Tôn Trung Sơn và gia nhập Quốc Dân Đảng. Ông đã giảng dạy tại Học viện Quân sự Hoàng Phố và gia nhập Đảng Cộng sản Trung Quốc năm 1927. Trong chiến tranh Bắc phạt, ông là sư đoàn trưởng Quân Cách mạng Quốc dân, tham mưu trưởng quân đoàn. 
Tháng 12-1927, ông tham gia lãnh đạo khởi nghĩa Quảng Châu. Ông theo học ở Liên Xô (1928 - 30) rồi tham gia Vạn lý trường chinh (1934 - 1936), giúp Chu Ân Lai giải quyết hòa bình sự biến Tây An ngày ngày 12 tháng 12 năm 1936. 
Trong chiến tranh chống Nhật, năm 1941 ông là Tham mưu trưởng Ủy ban Quân sự Cách mạng Trung ương Đảng Cộng sản Trung Quốc, thành viên phái đoàn Đảng Cộng sản Trung Quốc đàm phán đình chiến với Quốc dân Đảng.
Năm 1947 - 1952, ông là Tham mưu trưởng Quân Giải phóng nhân dân Trung Quốc, Thị trưởng thành phố Bắc kinh, Bí thư thứ nhất Phân cục Hoa Nam, Tư lệnh kiêm Chính ủy Quân khu Quảng Đông, Tư lệnh Quân khu Hoa Nam; quyền Tư lệnh Quân khu, Phó Chủ tịch Hội đồng Quân chính, quyền Bí thư Trung ương cục Trung Nam. Đồng thời là Chủ tịch Chính phủ Nhân dân tỉnh Quảng Đông (tên gọi cũ của chức vụ Tỉnh trưởng Chính phủ Nhân dân), kiêm Bí thư Tỉnh ủy tỉnh Quảng Đông từ 1949 đên 1951. 
Năm 1954 - 1975, ông là Phó Chủ tịch Hội đồng Quốc phòng khóa I-III, Phó Chủ tịch Ủy ban Hiệp thương chính trị nhân dân Trung Quốc khóa IV, Phó Chủ tịch Quân ủy Trung ương (từ 1966), Bí thư Ban Bí thư Trung ương Đảng Cộng sản Trung Quốc.
Năm 1975 - 1978, ông là Bộ trưởng Bộ Quốc phòng, đóng vai trò quan trọng trong việc lật đổ bè lũ bốn tên. Sau đó ông làm Ủy viên trưởng Ủy ban Thường vụ Quốc hội nước Cộng hòa Nhân dân Trung Hoa khóa V (chức vụ này lúc đó đóng vai trò như Nguyên thủ quốc gia), Phó Chủ tịch Quân ủy Trung ương khóa VI. Ông là Ủy viên Ban Chấp hành Trung ương Đảng Cộng sản Trung Quốc khóa VII-XII, Ủy viên thường vụ Bộ Chính trị khóa VIII-XII, Phó Chủ tịch Đảng Cộng sản Trung Quốc khóa X-XI.

## Gia đình
Nguyên soái Diệp Kiếm Anh rất đông con và đều giữ những chức vụ quan trọng: 
Con cả Diệp Tuyển Bình, Phó chủ tịch Hội nghị chính trị hiệp thương nhân dân toàn quốc; 
Con trai Diệp Tuyển Ninh, Trung tướng, từng là Cục trưởng Liên lạc thuộc Tổng bộ chính trị, Ủy viên thường vụ quốc hội; 
Con trai Diệp Tuyển Liêm, ủy viên Chính Hiệp toàn quốc, Chủ tịch HĐQT kiêm TGĐ công ty Khải Lợi; 
Con gái Diệp Sở Nam, nguyên Phó Cục trưởng thuộc Bộ CN Cơ khí (chồng là Trâu Gia Hoa, nguyên Phó thủ tướng); 
Con gái Diệp Hướng Trân; 
Con gái Diệp Văn San, Chủ tịch HĐQT Công ty đầu tư Hoa kiều Hải Nam, (chồng Dư Phương Phương là con trai trung tướng Dư Thu Lý, nguyên Bộ trưởng Bộ Dầu khí)